# Josh Kerr
Josh Kerr (Edinburgh, 8 oktober 1997) is een Brits middellangeafstandsloper, die is gespecialiseerd in de 1500 m. Hij nam eenmaal deel aan de Olympische Spelen en won hierbij een bronzen medaille. In 2023 werd hij wereldkampioen op de 1500 m, zijn meest aansprekende prestatie.  

## Biografie

### Eerste titels
Zijn eerste internationale titel behaalde Kerr al in 2015, toen hij op de Europese U20 kampioenschappen in het Zweedse Eskilstuna de 1500 m won. Een jaar later veroverde hij als student in de Verenigde Staten op de 1500 m zowel de NCAA-indoor als -outdoortitel, waarna hij zijn debuut maakte op het allerhoogste niveau op de wereldkampioenschappen van 2017. Daar werd hij uitgeschakeld in de reeksen van de 1500 m. In 2018 prolongeerde hij vervolgens zijn NCAA-indoortitel. 
In 2019, op de wereldkampioenschappen in Doha, kon Kerr zich wel kwalificeren voor de finale. Hierin liep hij in een persoonlijke besttijd van 3.32,52 naar de zesde plaats.

### Olympisch brons in Tokio
In 2021 maakte Kerr zijn olympisch debuut op de uitgestelde Olympische Spelen van 2020 in Tokio. In de finale van de 1500 m doorbrak hij achter de ongenaakbare Jakob Ingebrigtsen, die kampioen werd in de Europese recordtijd van 3.28,32, voor het eerst de grens van 3.30. Het leverde hem de bronzen medaille op, want de Keniaan Timothy Cheruiyot wist hem met 3.29,01 nog net 0,04 seconden voor te blijven.

### Vijfde op WK 2022
In 2022 liep Kerr in februari tijdens de Last Chance Meeting van de Universiteit van Boston, een indoorwedstrijd, een Engelse mijl in de officieuze tijd van 3.48,87, wat sneller was dan het officiële Europese indoorrecord van de Ier Eamonn Coghlan, die in 1983 3.49,78 had laten noteren. Later dat jaar werd hij op de WK van 2022 op de 1500 m vijfde in 3.30,60. Saillant detail was hier, dat de gedoodverfde favoriet Ingebrigtsen in de eindsprint werd verslagen door de Brit Jake Wightman, een trainings- en clubgenoot van Kerr. De tijden: 3.29,23 om 3.29,47.

### Goud op WK 2023
De 1500 m op de WK van 2023 in Boedapest leek sprekend op de wedstrijd van het jaar ervoor. Met deze keer Kerr in de hoofdrol in plaats van zijn ditmaal wegens een blessure afwezige clubgenoot Wightman. Weer was Ingebrigtsen de uitgesproken favoriet voor de zege en weer was het een Brit, Kerr ditmaal, die de aan kop lopende Noor op vrijwel identieke wijze als Wightman in 2022 in de eindsprint klopte. Ditmaal waren de tijden: 3.29,38 om 3.29,65. Het was een hoogtepunt in de carrière van Kerr.

## Titels
- Wereldkampioen 1500 m - 2023
- Wereldindoorkampioen 3000 m - 2024
- NCAA-kampioen 1500 m - 2017
- NCAA-indoorkampioen 1 Eng. mijl - 2017, 2018
- Brits kampioen 1500 m - 2021
- Europees U20 kampioen 1500 m - 2015

## Persoonlijke records
Outdoor
| Afstand           | Prestatie | Datum            | Plaats      |
| ----------------- | --------- | ---------------- | ----------- |
| 800 m             | 1.45,35   | 9 juli 2019      | Azusa       |
| 1000 m            | 2.17,60   | 17 juli 2020     | Lane County |
| 1500 m            | 3.29,05   | 7 augustus 2021  | Tokio       |
| 1 Eng. mijl       | 3.53,88   | 21 juli 2019     | Londen      |
| 3000 m            | 8.35,15   | 31 augustus 2014 | Bedford     |
| 5000 m            | 13.23,78  | 15 mei 2021      | Irvine      |
| 1 Eng. mijl (weg) | 4.05      | 11 november 2018 | Las Vegas   |

Indoor
| Afstand     | Prestatie    | Datum            | Plaats   |
| ----------- | ------------ | ---------------- | -------- |
| 800 m       | 1.46,64      | 11 februari 2022 | Spokane  |
| 1500 m      | 3.32,86      | 27 februari 2022 | Boston   |
| 1 Eng. mijl | 3.48,87 (NR) | 27 februari 2022 | Boston   |
| 3000 m      | 7.30,14 (NR) | 11 februari 2024 | New York |
| 2 Eng. mijl | 8.00,67 (NR) | 11 februari 2024 | New York |

## Palmares

### 1500 m
- 2015:  EK U20 te Eskilstuna - 3.49,62
- 2016: 10e WK U20 te Bydgoszcz - 3.51,23
- 2017:  NCAA-indoorkamp. - 4.03,22
- 2017:  NCAA-kamp. - 3.43,03
- 2017: 11e in series WK - 3.47,30
- 2018:  NCAA-indoorkamp. - 3.57,02
- 2019: 6e WK - 3.32,52
- 2021:  Britse kamp. - 3.40,72
- 2021:  OS - 3.29,05
- 2022: 5e WK - 3.30,60
- 2022: 12e Gemenebestspelen - 3.35,72
- 2023:  WK - 3.29,38

### 3000 m
- 2024:  WK indoor - 7.42,98

### veldlopen
- 2016: 14e WK U20 te Bydgoszcz - 17.38 ( in het landenklassement)

1983 Steve Cram ·
1987 Abdi Bile ·
1991 Noureddine Morceli ·
1993 Noureddine Morceli ·
1995 Noureddine Morceli ·
1997 Hicham El Guerrouj ·
1999 Hicham El Guerrouj ·
2001 Hicham El Guerrouj ·
2003 Hicham El Guerrouj ·
2005 Rashid Ramzi ·
2007 Bernard Lagat ·
2009 Yusuf Saad Kamel ·
2011 Asbel Kiprop ·
2013 Asbel Kiprop ·
2015 Asbel Kiprop ·
2017 Elijah Manangoi ·
2019 Timothy Cheruiyot ·
2022 Jake Wightman ·
2023 Josh Kerr